# استفانی مارتی
استفانی مارتی (انگلیسی: Stefanie Marty؛ زادهٔ ۱۶ آوریل ۱۹۸۸) بازیکن هاکی روی یخ اهل ایالات متحده آمریکا است.